# Гарбузівка (Нікопольський район)
Гарбузі́вка — село в Україні, у Томаківській селищній громаді Нікопольського району Дніпропетровської області. Населення складає 201 особа. До 2016 року орган місцевого самоврядування — Михайлівська сільська рада.

## Географія
Село Гарбузівка розташоване за 90 км від обласного центру та 53 км від районного центру. Сусідні населені пункти:  села Урожайне (1,5 км), Степанівка (2,5 км) та Катьощине (3,5 км). Селом тече пересихаючий струмок із загатою. Поруч пролягають автошлях національного значення Н23 (Кропивницький — Запоріжжя) та залізнична лінія Апостолове — Запоріжжя, на якій розташований пасажирський зупинний пункт Платформа 146 км.

## Історія
18 серпня 2016 року, в ході децентралізації, Михайлівська сільська рада об'єднана з Томаківською селищною громадою Томаківського району.
19 липня 2020 року, в результаті адміністративно-територіальної реформи та ліквідації Томаківського району, село увійшло до складу новоутвореного Нікопольського району.

## Населення

### Мова
Розподіл населення за рідною мовою за даними перепису 2001 року:
| Мова              | Кількість | Відсоток |
| ----------------- | --------- | -------- |
| українська        | 176       | 87,56 %  |
| російська         | 24        | 11,94 %  |
| інші / не вказали | 1         | 0,5 %    |
| Всього:           | 201       | 100 %    |